# Amtsgericht Deggendorf

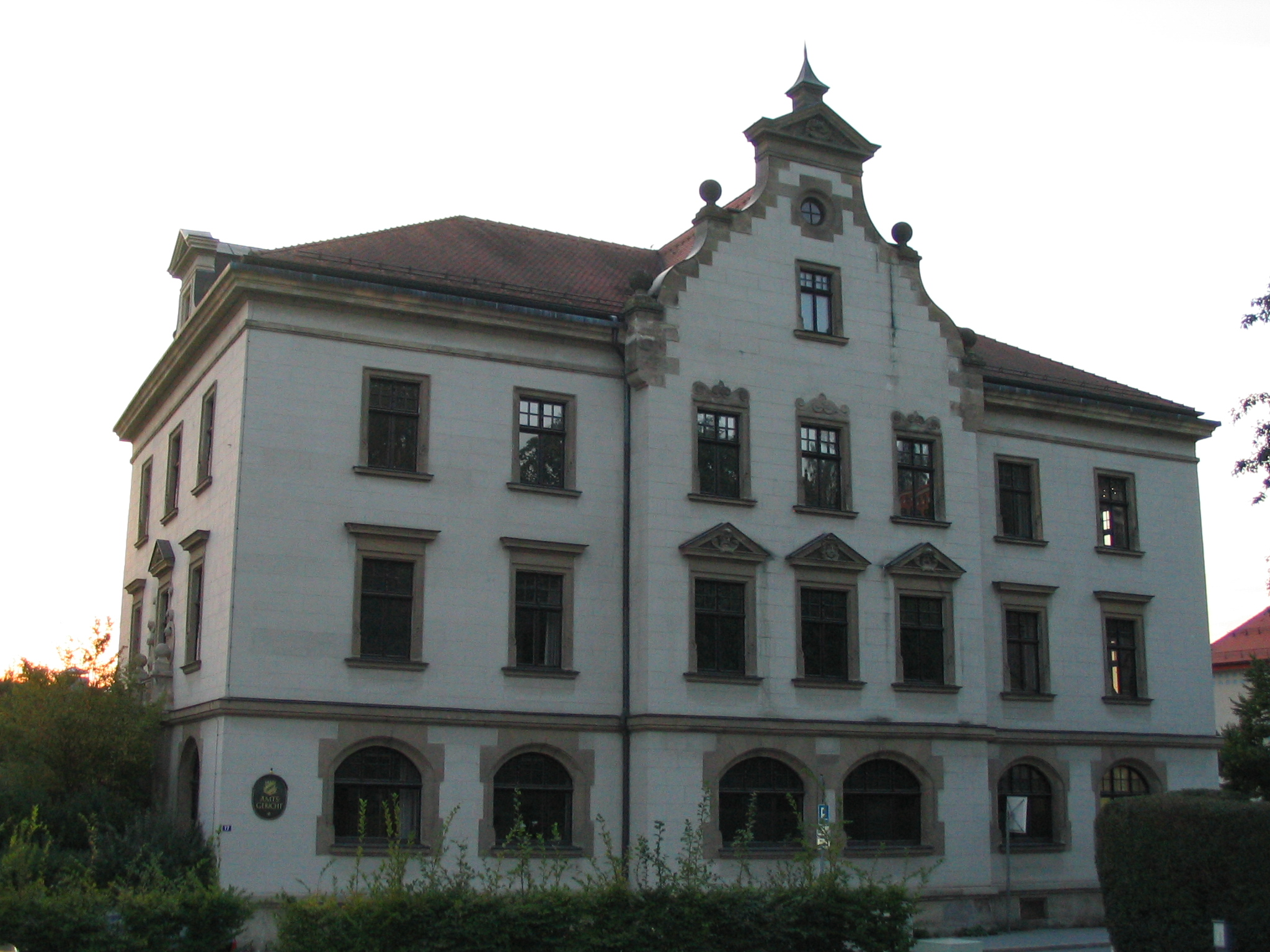
Das Amtsgerichtsgebäude (2012)

Das Amtsgericht Deggendorf ist das zuständige Amtsgericht für den Landkreis Deggendorf und ein Gericht der ordentlichen Gerichtsbarkeit sowie eines von 73 Amtsgerichten in Bayern. Der Hauptsitz befindet sich in der Amanstraße 17.

## Geschichte
Vorgänger des Amtsgerichts war bis 1879 das Landgericht Deggendorf.
Das Hauptgebäude in der Amanstraße wurde von 1899 bis 1901 erbaut und am 30. August 1901 bezogen. Die Auflösung des Amtsgerichts Hengersberg und Integrierung in das Amtsgericht Deggendorf sowie die Gebietsreform in Bayern ab dem Jahr 1970 führten zu Platzmangel, so dass das Gebäude 1986 erweitert wurde. Aufgrund von Brandstiftung wurde der Bau stark beschädigt, woraufhin der Umzug in ein leerstehendes Krankenhaus erfolgte. Der Schaden belief sich auf ca. 1,5 Millionen DM. Im November 1988 wurde der Erweiterungsbau und im Februar 1989 der wieder instandgesetzte Altbau bezogen. Die Baukosten beliefen sich auf insgesamt 9,6 Millionen DM.

## Zuständigkeit
Das Amtsgericht Deggendorf ist für den Landkreis Deggendorf verantwortlich.
Des Weiteren ist es auch für den Landkreis Regen in folgenden Angelegenheiten zuständig:
- Haft- und Unterbringungssachen
- Handels-, Vereins-, Genossenschafts- und Partnerschaftsregister
- Zwangsversteigerung und Zwangsverwaltung
- Insolvenzverfahren